# Reine Wisell
Reine Wisell (n. 30 septembrie 1941, Motala, Comitatul Östergötland, Suedia – d. 20 martie 2022, Jomtien⁠(d), Provincia Chonburi, Thailanda) a fost un pilot suedez de Formula 1.

## Carieră
Revine Wisell participat la 23 de Grand Prix de Formula 1, debutând pe 4 octombrie 1970 în Campionatul Mondial între anii 1970 și 1974. A obținut un podium și a marcat în total 13 puncte de campionat. De asemenea, a participat la mai multe curse de Formula 1 în afara campionatului. El a câștigat campionatul suedez de Formula 3 în 1967 și trei ani mai târziu a făcut un pas mare și a semnat cu Team Lotus, care a fost cea mai bună echipă din acest an. În 1970, la Grand Prix din Watkins Glen, Wisell a câștigat meciul cu Lotus, care a revenit în campionat după moartea lui Jochen Rindt la Monza. Moartea lui Rindt l-a determinat pe coechipierul său John Miles să se retragă și Wisell l-a înlocuit. Primul său grand prix a fost cel mai bun în cariera sa, după ce a reușit să obțină un al treilea loc, urmând doar coechipierul și viitorul său campion Emerson Fittipaldi și Pedro Rodríguez și terminând înaintea concurentului de titlu Jacky Ickx.